# 乾武線
乾武線（かんぶせん）は、中華人民共和国の鉄道路線。寧夏回族自治区乾塘（中衛市沙坡頭区迎水橋鎮乾塘）と甘粛省武威市を結ぶ中国国鉄の鉄道路線である。全長は172.4km。

## 概要
包蘭線から蘭新線へのバイパスとして1958年から1961年に建設された。蘭州駅を経由するよりも345km短縮される。乾塘駅を出て内モンゴル自治区アルシャー盟アルシャー左旗に入り、郭家窯駅を過ぎて甘粛省に入り、景泰県から古浪県を抜けて武威市涼州区武南鎮の武威南駅へ至る。全線が単線である。1995年3月に電化工事を開始し、同年12月に完成した。
全線が蘭州局に属している。

## 接続路線
- 乾塘駅：包蘭線
- 武威南駅：蘭新線

## 駅一覧
乾塘 - ※烏蘭敖包 - 岳家井 - ※郭家窯 - 慶陽山 - ※冰草湾 - 譚家井 - 石峡子 - 黒沖灘 - ※双槽 - 土門子 - 園墩 - 上腰墩 - 武威南
※の付いた駅は旅客列車非停車